# Aggro Berlin
Aggro Berlin – niemiecka wytwórnia hip-hopowa, która istniała pomiędzy 1 stycznia 2001 a rokiem 2008. Po roku przerwy jej działalność wznowiono. Została założona przez trzech Niemców: właściciela sklepów hip-hopowych, artystę graffiti i tancerza break dance. Wśród artystów tworzących dla wytwórni byli Fler i Bushido.